# 谢尔盖·阿纳托利耶维奇·索洛维约夫
谢尔盖·阿纳托利耶维奇·索洛维约夫（羅馬化：Sergey Anatol'yevich Solov'yov；1961年5月1日—）是俄罗斯政治人物，第八届国家杜马代表。
1978年至1985年，索洛维约夫在苏联内务部内务部队服役。1990年代，索洛维约夫曾担任苏联文化基金会列宁格勒分部的管理人员、维苏威有限责任公司的商务总监以及欧洲合作与发展区域间基金的总裁。2000年，他当选为圣彼得堡海军部区市议会代表。2004年至2007年，索洛维约夫担任先诺伊市市政区副区长和区长。2007年至2011年担任圣彼得堡立法议会第四届代表。2016年，再次当选圣彼得堡第六届立法会议代表。自2021年9月起，他担任圣彼得堡选区第八届国家杜马代表。

## 制裁
索洛维约夫于2022年因俄乌战争而受到英国政府制裁。